# Sarkantyús bokorpacsirta
A sarkantyús bokorpacsirta (Heteromirafra ruddi) a verébalakúak (Passeriformes) rendjébe, ezen belül a pacsirtafélék (Alaudidae) családjába tartozó faj.

## Rendszerezése
A fajt Claude Henry Baxter Grant brit ornitológus írta le 1908-ban, a Heteronyx nembe Heteronyx ruddi néven.

## Előfordulása
A Dél-afrikai Köztársaság keleti részén honos. Természetes élőhelyei a szubtrópusi vagy trópusi magaslati füves puszták. Állandó, nem vonuló faj.

## Megjelenése
Testhossza 15 centiméter, testtömege 26-27 gramm.

## Életmódja
Többnyire rovarokkal táplálkozik, de magvakat is fogyaszt. 

## Szaporodása
Monogám, novembertől februárig költ.

## Természetvédelmi helyzete
Az elterjedési területe kicsi és folyamatosan csökken, egyedszáma 1700-3300 példány közötti és gyorsan csökken. A Természetvédelmi Világszövetség Vörös listáján veszélyeztetett fajként szerepel.